# Pokrent
Pokrent ist eine Gemeinde im Südwesten des Landkreises Nordwestmecklenburg in Mecklenburg-Vorpommern (Deutschland). Sie wird vom Amt Lützow-Lübstorf mit Sitz in der Gemeinde Lützow verwaltet.

## Geografie
Die Gemeinde Pokrent liegt 15 Kilometer westlich von Schwerin in einem Grundmoränengebiet nahe den Quellen der Schilde. Westlich von Pokrent befindet sich das Biosphärenreservat Schaalsee.
Umgeben wird Pokrent von den Nachbargemeinden Gadebusch im Norden, Lützow im Osten, Schildetal im Süden sowie Krembz im Westen.
Zu Pokrent gehören die Ortsteile Alt Pokrent, Meierei und Neuendorf.

## Geschichte
Der heutige Ortsteil Alt Pokrent ist slawisch-wendischen Ursprungs, wodurch auch der Ortsname aus den slawischen Sprachfamilien abgeleitet werden kann. So steht das polnische „kręty“ für krumm bzw. gewunden, das obersorbische Wort „kruty“ für starr, steif bzw. eng. Sinngemäß bedeutet Pokrent daher so viel wie „Krummendorf“.
Pokrent wurde bereits 1230 im Ratzeburger Zehntregister erwähnt, das die damals zum Bistum Ratzeburg gehörenden Ortschaften geordnet nach Kirchspielen auflistete. Neben Pokrent gehörten auch Alt Pokrent, Kaeselow, Blesse, Renzow, Neuendorf, Schlagfort und Alt Steinbeck dazu. Es ist anzunehmen, dass Alt Pokrent das alte wendische Dorf ist und Pokrent von den Deutschen neu angelegt wurde. Am Anfang des 13. Jahrhunderts befand sich Pokrent in Besitz des Ritters Detlev von Gadebusch. Weitere Adelsfamilien, wie die Familie von Blücher, von Lützow und von Bülow, kamen in den Besitz von Pokrent. Nach dem 1928 letztmals amtlich publizierten Güter-Adressbuch Mecklenburg gehörte das alte Allodgut Pokrent der Mecklenburgischen Landgesellschaft in Schwerin, in Summe 721 ha. Laut den Angaben des Genealogischen Handbuch des Adels nutzte Leberecht von Klitzing-Charlottenhof ein Restgut davon, bis zur Bodenreform.

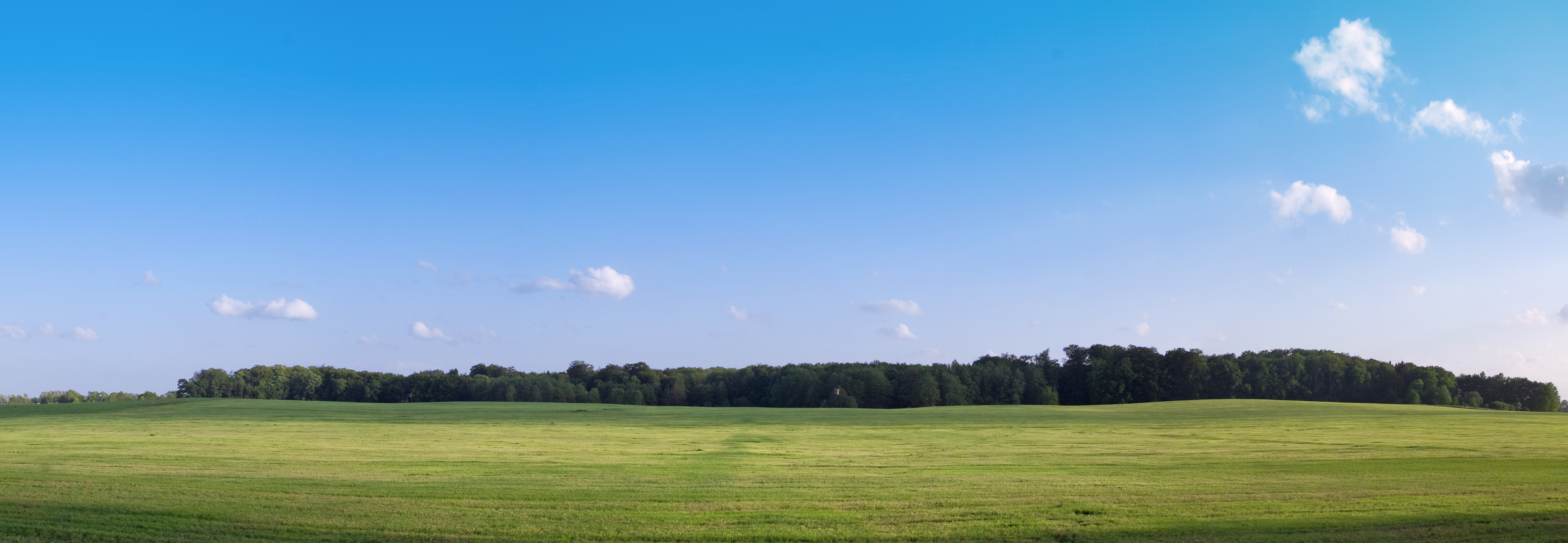
Blick auf das zwischen Pokrent und Neuendorf gelegene Waldstück Gabeler Heide

## Dienstsiegel
Die Gemeinde verfügt über kein amtlich genehmigtes Hoheitszeichen, weder Wappen noch Flagge. Als Dienstsiegel wird das kleine Landessiegel mit dem Wappenbild des Landesteils Mecklenburg geführt. Es zeigt einen hersehenden Stierkopf mit abgerissenem Halsfell und Krone und der Umschrift „GEMEINDE POKRENT • LANDKREIS NORDWESTMECKLENBURG“.

## Sehenswürdigkeiten und Kultur

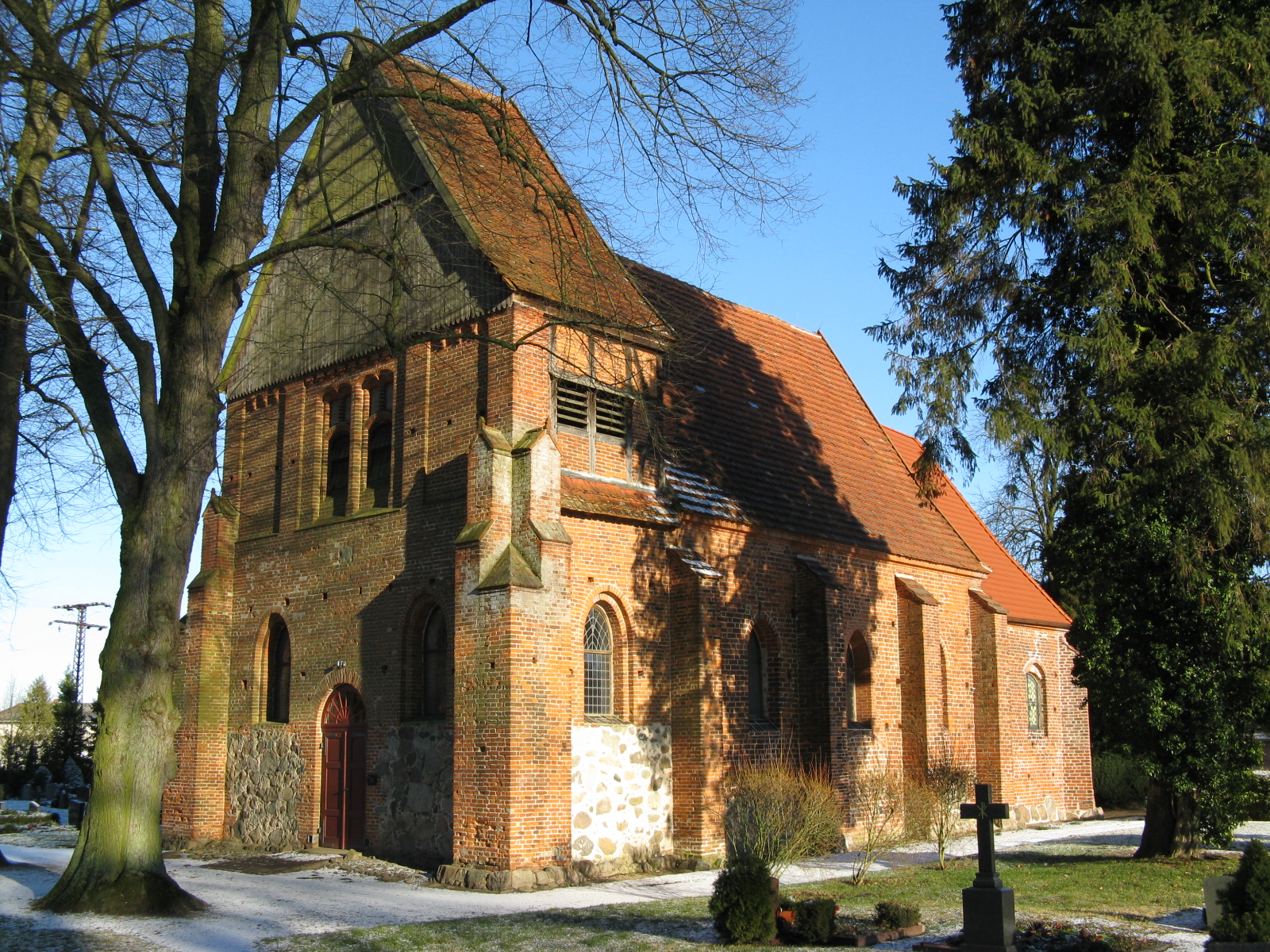
Dorfkirche Pokrent

- Die gotische Dorfkirche Pokrent wurde lange für die erste mecklenburgische Kirche der nachreformatorischen Zeit gehalten. Sie stammt jedoch laut Dehio wohl aus dem 14. Jahrhundert. Dendrochronologische Untersuchungen haben ergeben, dass im Dachstuhl ein Holzbalken aus der hölzernen Vorgängerkirche verbaut, die urkundlich erstmals im Jahr 1234 erwähnt wurde. Der Holzbalken selber wurde etwa auf das Jahr 1195 datiert.[3]
- Auf dem Weg zum Nachbarort Renzow passiert man die älteste und größte Blutbuchenallee Mitteleuropas.
- Im Ort gibt es ein Dorfkino[4] des Mobilen Kinos Güstrow als Regionalvertretung des Verbandes Filmkommunikation Mecklenburg-Vorpommern mit regelmäßigem Programmkinoprogramm.

## Wirtschaft und Infrastruktur
Neben der Landwirtschaft spielt der Kiesabbau in der Gemeinde eine Rolle.
Die Anschlussstelle Wittenburg (Bundesautobahn 24 von Berlin nach Hamburg) liegt etwa 15 Kilometer von Pokrent entfernt. Die Nachbargemeinde Lützow liegt an der Bundesstraße 104 von Lübeck nach Schwerin sowie an der Bahnstrecke Schwerin–Rehna.

## Persönlichkeiten
Der Theologe und Parlamentarier Theodor Reuter (1813–1864), Mitglied der Mecklenburgischen Abgeordnetenversammlung 1848/49, wurde in Pokrent geboren.